# Božava
Božava – wieś w Chorwacji, w żupanii zadarskiej, w gminie Sali. W 2011 roku liczyła 116 mieszkańców.